# Albert Wielki
Albert Wielki, Albert z Kolonii, Albert z Lauingen, Albert von Bollstädt, łac. Albertus Magnus (ur. 1193/1205? w Lauingen (Donau), zm. 15 listopada 1280 w Kolonii) – niemiecki duchowny katolicki oraz uczony; dominikanin, teolog i filozof scholastyczny, pierwszy wybitny przedstawiciel scholastycznego arystotelizmu. Znany także z obszernej wiedzy przyrodniczej, przypisuje mu się także zajmowanie się alchemią. Święty Kościoła katolickiego, doktor Kościoła (znany jako doctor universalis lub doctor expertus).
Albert jako jeden z pierwszych w systematyczny sposób łączył filozofię Arystotelesa z teologią katolicką – w Arystotelesie dostrzegł możliwość pogodzenia wiedzy przyrodniczej i wiary. Jako jeden z pierwszych głosił też odrębność metody teologii od metody nauk przyrodniczych oraz inny charakter prawd wiary i prawd naukowych. Te podstawy metodologiczne umożliwiły mu znaczne poszerzenie wiedzy w dziedzinie botaniki. Wszystkie te założenia przejął jego największy uczeń, Tomasz z Akwinu.
Albert pozostaje pod wpływem Awicenny, któremu zawdzięcza zbliżoną do emanacyjnej koncepcję stworzenia i pojęcie Boga jako pierwszej przyczyny stwarzającej hierarchię bytów, a także – przy całym swoim głębokim arystotelizmie – pewne skłonności neoplatońskie.

## Życie

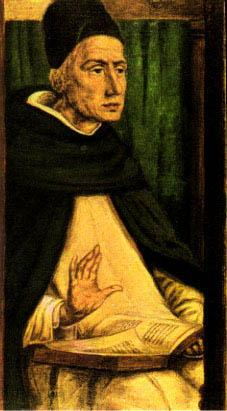
Obraz autorstwa Justusa z Gandawy, namalowany w 1475, Urbino we Włoszech.

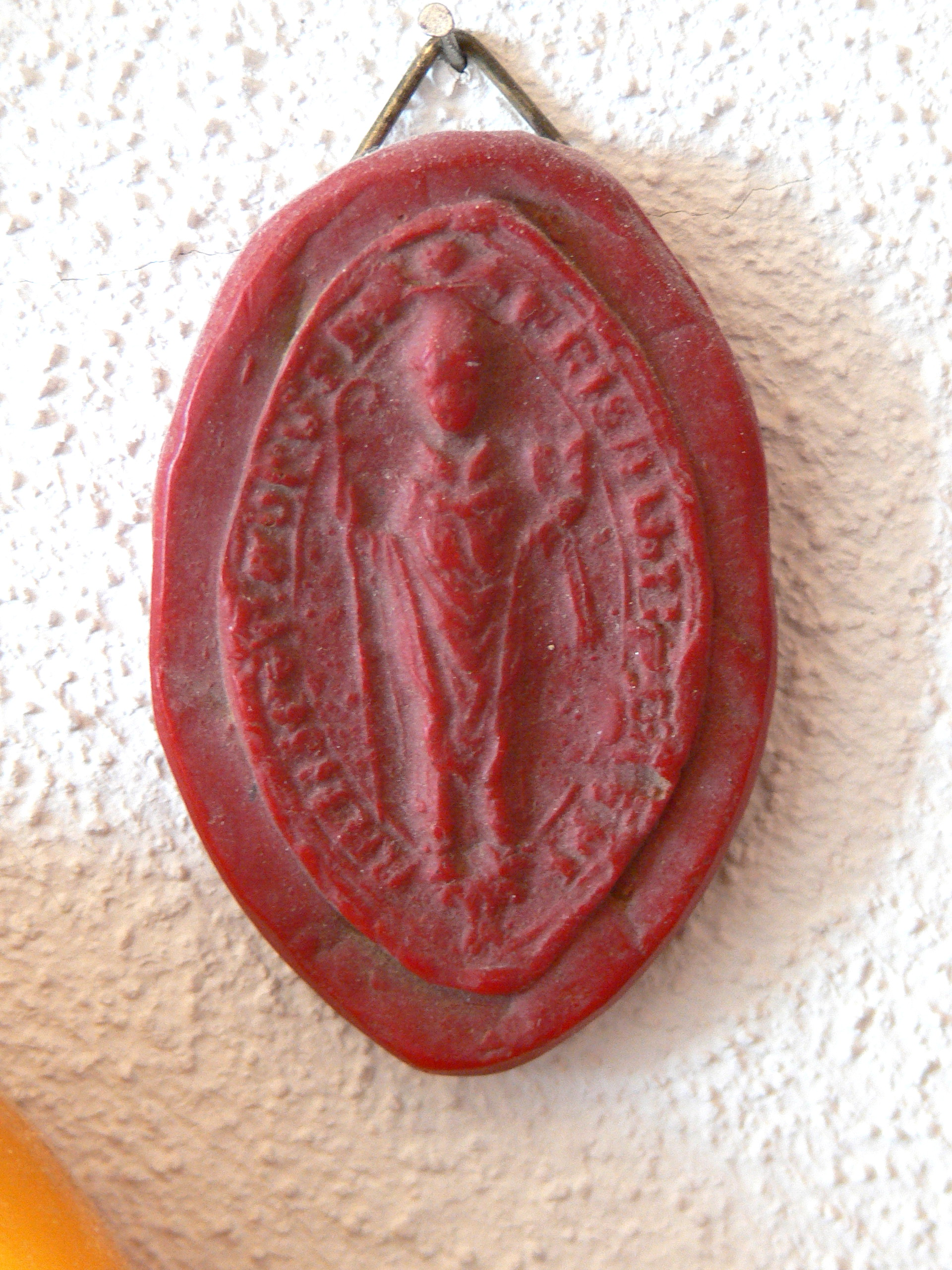
Pieczęć Alberta Wielkiego jako biskupa Ratyzbony

Urodzony w bawarskiej miejscowości Lauingen (Donau) w rodzinie rycerskiej. Prawdopodobnie był najstarszym synem hrabiego von Bollstädt. Większość historyków uznaje za rok jego urodzenia 1205 lub 1206, chociaż niektórzy przesuwają go aż na 1193. Przydomek Wielki nie ma charakteru nadanego przez potomnych wyrazu uznania, ale jest tłumaczeniem jego nazwiska (de Groot).
Nie wiadomo nic pewnego co do tego, gdzie pobierał pierwsze nauki – prawdopodobnie w domu rodzinnym lub pobliskiej szkole. Wyższe nauki pobierał najpierw w Padwie, gdzie zapoznał się z pismami Arystotelesa. Miasto to zostało wybrane ze względu na to, że mieszkał tam wuj Alberta, być może także dla tego, że już wtedy Albert żywił zainteresowanie bujnie rozwijającą się na włoskich uniwersytetach wiedzą przyrodniczą. Nie znamy dokładnej daty jego udania się do Padwy. Prawdopodobnie studiował też tam prawo.
Gdy – jak głosi podanie – objawiła mu się Maryja, wstąpił do zakonu dominikańskiego (1223), w ramach którego studiował teologię (prawdopodobnie w Bolonii i w innych miastach): do zakonu przyciągnęły go kazania bł. Jordana z Saksonii, drugiego przełożonego dominikanów. Następnie od 1233 nauczał w Kolonii (gdzie wcześniej odbywał nowicjat i przyjął święcenia kapłańskie), Ratyzbonie, Fryburgu (bryzgowijskim), Strasburgu i Hildesheim jako lektor przy miejscowych konwentach zakonnych. Gdy przebywał w Kolonii i komentował Piotra Lombarda zakon polecił mu przenieść się do Paryża (1245), gdzie otrzymał tytuł doktora teologii i przez pewien czas nauczał, z wielkim powodzeniem. Właśnie w okresie nauczania w Kolonii i w Paryżu znalazł się wśród jego słuchaczy Tomasz z Akwinu, wtedy jeszcze cichy, zamyślony młodzieniec – którego geniusz św. Albert rozpoznał i któremu przepowiedział wielką przyszłość. Uczeń towarzyszył nauczycielowi w Paryżu, a w 1248 powrócił razem z nim do Kolonii, gdzie wspólnie zakładali studium generale, późniejszy Uniwersytet Koloński: Albert objął funkcję regenta, a Tomasz drugiego profesora i magistri studentium. Wspólnie pracowali do 1252 roku. Św. Albert cieszył się już wówczas znacznym autorytetem, gdyż wybrano go na arbitra w sporze między arcybiskupem Konradem von Hochstaden a mieszkańcami Kolonii.
W 1254 Albert został wybrany prowincjałem Zakonu Dominikańskiego na terenie Niemiec (prowincja Teutonia), spełniając swoje obowiązki skutecznie i z wielkim oddaniem. W 1256, wraz ze św. Bonawenturą, odbył podróż do Rzymu, gdzie bronił sprawy zakonów żebraczych przed atakami Wilhelma z Saint-Amour, którego dzieło De novissimis temporum periculis zostało potępione przez papieża Aleksandra IV 5 października 1256. Podczas pobytu w Rzymie Albert pełnił funkcję magistra pałacu świętego (ustanowioną w czasach św. Dominika) i głosił kazania w duchu Ewangelii św. Jana i Listów Apostolskich. W czasie pełnienia funkcji prowincjała pisał komentarz do św. Jana i polemiki z arabskim filozofem Awerroesem. W 1257 zrezygnował z funkcji prowincjała i powrócił do Kolonii, by móc w pełni poświęcić się studiom i nauczaniu. Na zgromadzeniu generalnym swojego zakonu w Valenciennes w 1250 razem ze św. Tomaszem z Akwinu i Piotrem z Tarentasii (późniejszym papieżem Innocentym V) opracował nowy program studiów dominikańskich – za jego staraniem wprowadzono do niego obowiązkowe nauczanie filozofii. W 1258 ponownie występował jako pośrednik w sporze między mieszkańcami a arcybiskupem Konradem.
W 1260 papież Aleksander IV powierzył mu biskupstwo Ratyzbony. Humbert z Romans, przełożony zakonu dominikańskiego, w obawie przed utratą pomocy wielkiego uczonego dla zakonu próbował wstrzymać tę nominację, lecz bezskutecznie. Albert zarządzał diecezją do 1262 kiedy udało mu się doprowadzić do przyjęcia rezygnacji przez papieża Urbana IV – w zamian za to musiał jednak jako legat papieski głosić w Niemczech niemieckojęzyczne kazania nawołujące do krucjaty. W 1263 przebywał jeszcze na dworze papieża Urbana IV w Orvieto i Viterbo, gdzie nawiązał kontakt z Wilhelmem z Moerbeke, poprawiającym wtedy swoje przekłady Arystotelesa. W latach 1264–1270 przebywał kolejno w Würzburgu i Strasburgu. W Strasburgu gościł u swego ucznia Ulrycha ze Strasburga. W czasie gdy głosił kazania zaznajomił się z joannitami. Mediował dlatego w sporze między nimi a Barnimem I księciem zachodniopomorskim. Podjął się tego zadania otrzymując mandat papieża Klemensa IV. Po rozsądzeniu sprawy wrócił do Strasburga. Następnie dobrowolnie powrócił do obowiązków profesora kolońskiego Studium. Wtedy dowiedział się, iż wydany przez niego werdykt nie był przestrzegany przez księcia. Nałożył więc na Barnima klątwę i wysłał do niego posłów. Delegaci Alberta zostali jednak pojmani, obrabowani, zelżeni i wtrąceni do więzienia. Dlatego w 1271 nałożył na księstwo Barnima interdykt. Pozostałą część życia spędził w Kolonii, z rzadka tylko wyjeżdżając. Odmówił też prośbie akademików paryskich objęcia katedry teologii.
W 1270 pomagał św. Tomaszowi w zwalczaniu poglądów Sigera z Brabancji i awerroistów. Uczynił to wysyłając do Paryża swój drugi traktat przeciw awerroizmowi (pierwszy powstał w 1256 i nosił tytuł De Unitate Intellectus Contra Averroem). W 1270 propagował w Austrii ósmą krucjatę. Jego stan zdrowia się pogarszał i prawdopodobnie tracił wzrok. Mimo to odpowiedział w 1274 na wezwanie papieża Grzegorza X do uczestnictwa w drugim soborze w Lyonie, w którego obradach odgrywał aktywną rolę.

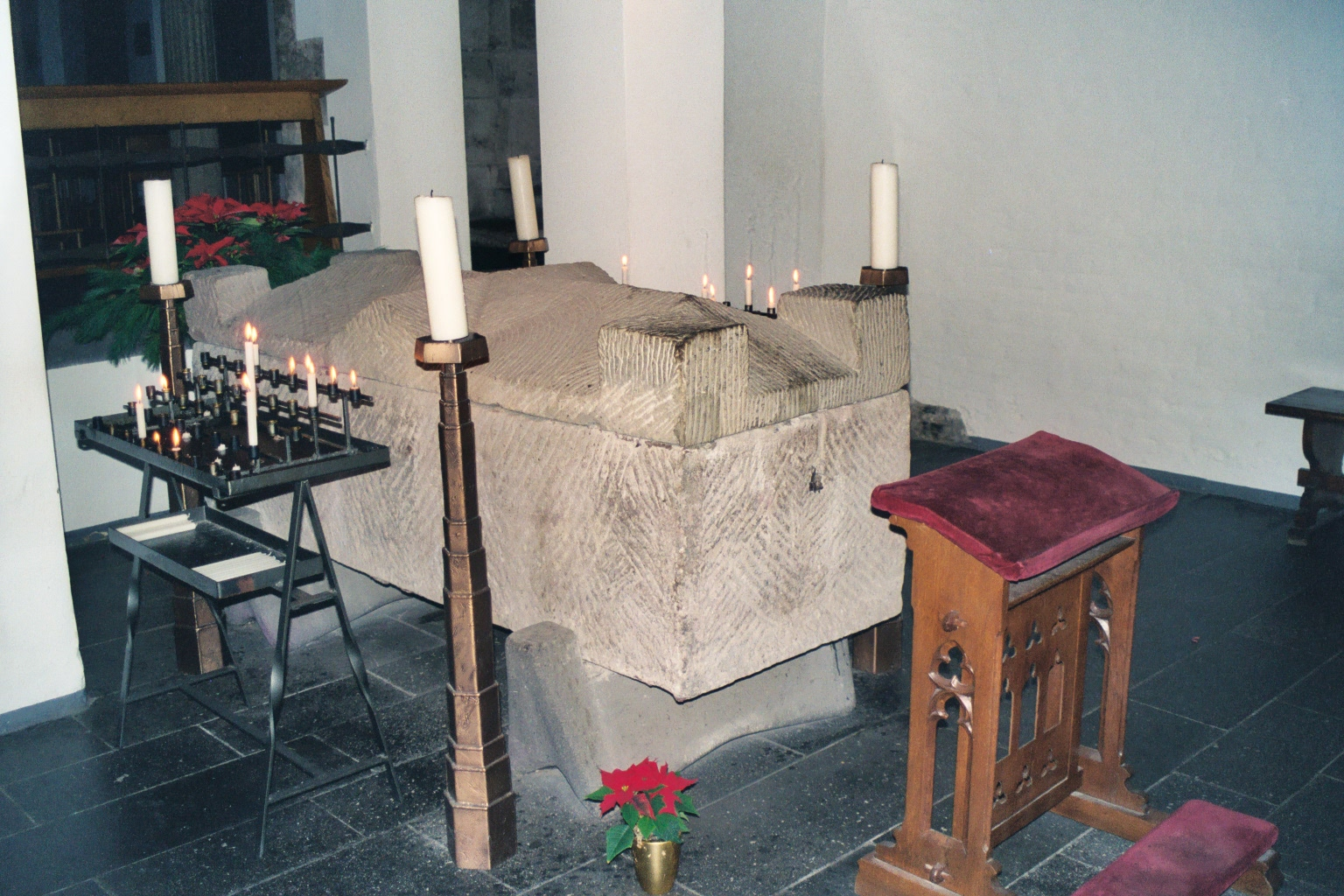
Grobowiec mieszczący relikwie Alberta Wielkiego w krypcie St. Andreas Kirche w Kolonii.

W czasie obrad soboru dowiedział się o śmierci św. Tomasza, która była dla niego wielkim ciosem – Albert ogłosił, że „zgasło światło Kościoła”. Legendy mówią, że od tego czasu nie mógł wstrzymać łez za każdym razem, kiedy mówiono o Tomaszu. Jednym z jego ostatnich działań była obrona prawowierności ucznia – w 1277 Stephan Tempier próbował doprowadzić do potępienia pism Tomasza argumentując, że są one zbyt bliskie pogańskim filozofom (uczeni kwestionują jednak osobisty pobyt Alberta w Paryżu). Po pogorszeniu stanu zdrowia w 1278, zmarł 15 listopada 1280 w Kolonii. Jego grób znajduje się w krypcie kolońskiego kościoła dominikanów pw. św. Andrzeja.
Św. Alberta często przywołuje Dante, który uczynił z jego ujęcia problemu wolnej woli podstawę własnego systemu przekonań moralnych. W Boskiej komedii Dante umieszcza św. Alberta w Niebie Słońca, razem z jego uczniem św. Tomaszem – pośród wielkich miłośników mądrości (Spiriti Sapienti).
Albert został beatyfikowany w 1622, kanonizowany i ogłoszony doktorem Kościoła w 1931 przez papieża Piusa XI. Jego święto obchodzi się 15 listopada.

## Filozofia
Albert górował nad swoimi współczesnymi wielką erudycją. Był on zaznajomiony z literaturą grecko-rzymską, patrystyczną, arabską, żydowską. Jednakże jego wiadomościom daleko było do dokładności. Na przykład Sokratesa i Platona nazywał on stoikami, Empedoklesa i Anaksagorasa zaliczał do epikurejczyków, mylil Zenona z Elei z Zenonem-stoikiem. Zasadnicza zasługa Alberta polega na tym, że operuje on obszernym materiałem filozoficznym i z nie spotykanym dotąd rozmachem wykorzystuje wszystkie działy nauki Arystotelesa.
Św. Albert bardziej niż jakikolwiek inny wielki filozof scholastyczny poprzedzający św. Tomasza przyczynił się do nadania chrześcijańskiej filozofii i teologii tej formy i metody, jaką ma po dziś dzień. Przede wszystkim był nauczycielem i poprzednikiem Tomasza, który go przewyższył – we współczesnej historii filozofii panuje jednak tendencja do dostrzegania w rozległej i wielowątkowej nauce św. Alberta samodzielnej i systematycznej całości. Podstawową treść filozofii Alberta stanowi nauka Arystotelesa, przystosowana do potrzeb chrześcijańskiej religii, podobnie jak Majmonides przystosował ją do potrzeb religii żydowskiej. Jako ten, który wytyczył drogę nowej scholastycznej filozofii Albert dzieli sławę z Aleksandrem z Hales (zm. 1245), którego Summa Theologiae sprawiła, że filozofia Arystotelesa stała się powszechnie znana na Uniwersytecie Paryskim. Ich zastosowanie arystotelesowskich metod i zasad do wykładu świętej doktryny dało światu system scholastyczny dążący do pogodzenia rozumu i objawionej wiary. Obok Awerroesa Albert był najważniejszym komentatorem dzieł Arystotelesa, którego zasady przyjął aby usystematyzować teologię, przez co rozumiał wykład zasad wiary chrześcijańskiej dokonany według zasad rozumu.
Wybór właśnie Arystotelesa jako przewodnika nowej filozofii wywołał silną opozycję. Żydowscy i arabscy komentatorzy pism Stagiryty w ciągu wielu setek lat zajmowania się jego pismami wprowadzili do dyskursu o nim tak wiele elementów niezgodnych z nauką Kościoła, że w świecie chrześcijańskim wytworzyła się przeciwna Arystotelesowi atmosfera, co skutkowało zakazem czytania jego Fizyki i Metafizyki na Uniwersytecie Paryskim w latach 1210–1225. Albert sądził jednak, że niechęć do Arystotelesa uzasadniona jest tylko przez niezgodne z nauczaniem Kościoła poglądy wcześniejszych arystotelików (Awerroesa, Abelarda, Amalryka), a „czysta” nauka Arystotelesa jest od ich błędów wolna. Uznając też, że nie jest możliwe zatrzymanie panującego w XIII w. entuzjazmu dla studiów filozoficznych, postanowił oczyścić arystotelizm z wszelkich niezgodności z nauczaniem Kościoła. Chodziło przede wszystkim o interpretacje szkoły awerroistów, panteizm, skrajny racjonalizm rozumiany jako przekonanie o możliwości racjonalnego wytłumaczenia wszelkich prawd wiary, a więc odrzucenie konieczności objawienia. Albert dążył do tego, by zaprzęgnąć dziedzictwo filozofii pogańskiej w służbę chrześcijańskiej prawdzie objawionej. W postawie tej naśladował kanon stworzony przez św. Augustyna, który sądził, że prawdy zawarte w dziełach pogańskich filozofów mogą być pożyteczne o tyle, o ile nie stanowią przeszkody w dochodzeniu do wyższych rzeczywistości, „których zdobyciu powinny służyć” (ad quas adipiscendas servire debent, zob. O nauce chrześcijańskiej II,26.40; por. św. Tomasz z Akwinu, Summa theologiae I, q. 84, a. 5.). Według Alberta, wszystkie nauki będące owocem ludzkiego wysiłku poznawczego powinny być „służebnicami” (ancillae) teologii, która jest wyższa od nich i jest ich „panią”. Sprzeciwiając się radykalnemu racjonalizmowi Abelarda i jego uczniów, Albert podkreślał różnicę pomiędzy prawdami, które mogą być poznane za pomocą naturalnego rozumu, i tajemnicami wiary (np. Trójcy Świętej, wcielenia), których nie można poznać bez pomocy objawienia.

### Przeciw awerroizmowi
Jak powiedziano wyżej, napisał dwa traktaty przeciw awerroizmowi, który występował przeciw nieśmiertelności duszy indywidualnej i przeciw indywidualnej odpowiedzialności przez tezę, że dla wszystkich ludzi istnieje tylko jedna dusza rozumna. Panteizm odpierał przez głoszenie arystotelesowskiej umiarkowanej doktryny co do istnienia uniwersaliów, zwanej umiarkowanym realizmem pojęciowym, przyjętej następnie przez filozofów scholastycznych ze św. Tomaszem na czele. Naukę tę Albert oparł na rozróżnieniu pomiędzy uniwersaliami ante rem (idea lub archetyp w umyśle Boga), in re (istniejącymi lub mogącymi istnieć w wielu indywiduach) i post rem (jako abstrakcyjne pojęcie istniejące w umyśle i zestawione z indywiduami z których może być wyprowadzone): Universale duobus constituitur, natura, scilicet cui accidit universalitas, et respectu ad multa. qui complet illam in natura universalis (Met., lib. V, tr. vi, cc. v, vi).

### Inspiracje pozaarystotelesowskie
To że Albert chciał być wiernym uczniem Arystotelesa, nie znaczy jeszcze, że lekceważył Platona: Scias quod non perficitur homo in philosophia, nisi scientia duarum philosophiarum, Aristotelis et Platonis (Met., lib. I, tr. v, c. xv). Nazywanie Alberta „małpą (simius) Arystotelesa” jest więc tylko o tyle słuszne, o ile nie zarzuca się Albertowi radykalnego odrzucenia całej nie-arystotelesowskiej tradycji filozoficznej czy jakiegoś rodzaju fanatyzmu w byciu arystotelikiem. Co do wiedzy o sprawach bożych, wiara poprzedza rozumienie prawdy, a autorytet poprzedza rozum – ale co do wiedzy o świecie przyrodzonym jest inaczej – filozof nie może żywić przekonań, których nie można dojść za pomocą rozumu. Logika jest według Alberta przygotowaniem do filozoficznej wiedzy o tym, jak używamy rozumu przechodząc od nieznanego do znanego: Docens qualiter et per quae devenitur per notum ad ignoti notitiam (De praedicabilibus I,4).
Filozofia może mieć charakter teoretyczny lub praktyczny. Filozofia teoretyczna obejmuje fizykę, matematykę i metafizykę, filozofia praktyczna (moralna) obejmuje sprawy jednostki, rodziny i państwa lub społeczeństwa. Z wyłączeniem fizyki, która stała się osobną nauką filozoficzną, wielu współczesnych filozofów w jakiejś formie podtrzymuje stary scholastyczny podział nauk filozoficznych.

## Teologia
W historii teologii Albert, zwany „doktorem powszechnym” (łac. doctor universalis) odegrał rolę pośrednią między Piotrem Lombardem, określanym jako „mistrz sentencji”, a św. Tomaszem z Akwinu. W systematyczności i porządku, w dokładności i jasności wyprzedził Piotra Lombarda. A jego uczeń, Tomasz, zwany doktorem anielskim, z kolei prześcignął swego mistrza. Summa Theologiae Alberta była postępem w porównaniu z dziełami ówczesnej teologii: co do naukowego porządku, eliminacji niepotrzebnych problemów, ograniczenia ilości argumentów i kontr-argumentów. Pozostało w niej jednak wiele trudności i niejasności, które św. Tomasz uznał za wystarczająco poważne, aby głosić konieczność powstania nowego elementarnego podręcznika teologii ad eruditionem incipientium (dla początkujących). Umysł Doktora Uniwersalnego był do tego stopnia przepełniony wieloma różnorodnymi zagadnieniami, że nie mógł się przystosować do potrzeby objaśniania prawdy z uwzględnieniem zdolności nowicjuszy. Mimo tej słabości, to właśnie Albert pokierował uczniem, który dał światu najdoskonalszą wykładnię nauczania Kościoła – można powiedzieć więc, że w takim rozumieniu Sumę teologiczną św. Tomasza zawdzięczamy Albertowi Wielkiemu.

## Sztuki wyzwolone
Św. Albert żywo interesował się każdą dostępną w jego czasach dziedziną wiedzy przyrodniczej, dzięki czemu stał się (obok Rogera Bacona) najbardziej uczonym człowiekiem swoich czasów – ze względu na tę rozległość zainteresowań potomni nadali mu tytuł Doctor Universalis. Mimo tego część tej wiedzy jest w typowy dla jego czasów sposób zepsuta – wydaje się nawet, że uważał Platona i Speuzypa za stoików.
Większość swojej wiedzy w zakresie sztuk wyzwolonych zaczerpnął z naukowych pism Arystotelesa, stanowiących fundament wiedzy przyrodniczej jego czasów. Nie oznacza to jednak – wbrew potocznym sądom żywionym nieraz o Średniowieczu – że jest bezkrytyczny. Mówi np., że „Celem nauk przyrodniczych nie jest proste przyjmowanie wyników [narrata] uzyskanych przez innych, ale poszukiwanie przyczyn które działają w naturze” (De Miner., lib. II, tr. ii, i). W swoim traktacie o roślinach głosi zasadę, że experimentum solum certificat in talibus [w badaniach jedynym bezpiecznym przewodnikiem jest doświadczenie]
Szczególnie interesował się botaniką i chemią. W 1250 otrzymał arszenik. Współcześni oskarżali go o uprawianie magii, częściowo na skutek zazdrości, częściowo na skutek niezrozumienia jego nieraz bardzo nowatorskich idei (miał np. stworzyć androida - maszynę o postaci człowieka). W swym dziele Compositium de compositis opisał m.in. że związek otrzymany z rozpuszczenia srebra w kwasie azotowym „... barwi ręce ludzkie na czarno, ciężką do pozbycia się farbą...” zauważając tym samym zjawisko światłoczułości związku srebra, co zbadane zostało dokładniej dopiero kilkaset lat później...

### Muzyka
Św. Albert jest znany w historii muzyki jako autor jednego z niewielu komentarzy o praktyce muzycznej swoich czasów. Większość jego uwag o muzyce zawarta jest w komentarzu do Poetyki Arystotelesa. Odrzucił ideę muzyki sfer uznając ją za śmieszną: sądził, że ruch ciał niebieskich nie może wytworzyć dźwięków. Pisał także o proporcjach w muzyce i o trzech różnych subiektywnych poziomach, na których śpiew oddziałuje na ludzką duszę: oczyszczaniu tego, co nieczyste, oświeceniu prowadzącym do kontemplacji i doskonałości osiąganej przez kontemplację. Szczególne zainteresowanie dwudziestowiecznych teoretyków muzyki budzi jego podejście do ciszy, którą uznawał za integralną część muzyki.

## Znaczenie
Św. Albert był jednym z najbardziej wpływowych filozofów XIII w. Swoją sławę zawdzięcza w znacznej części temu, że był poprzednikiem, opiekunem i nauczycielem św. Tomasza, co jednak nie znaczy, że jego samego można lekceważyć jako teologa i uczonego. Trzeba zauważyć, że pomimo swoich licznych i pracochłonnych zajęć – jako kapłana, prowincjała swojego zakonu, biskupa i legata papieskiego, kaznodziei krucjatowego, mimo wypełnionych pracą podróży do Paryża, Kolonii, Rzymu i wielu miejsc w Niemczech – był zdolny ułożyć ogromną encyklopedię obejmującą naukowe traktaty dotyczące prawie każdej dziedziny wiedzy oraz uzyskać wgląd w naturę i wiedzę teologiczną która zdumiewała jego współczesnych i wzbudza podziw uczonych naszych czasów.
Obok św. Tomasza Albert wychował wielu innych uczniów (Hugo Ripelin, Ulrich ze Strasburga, Dietrich z Freibergu), którzy często (głównie w Kolonii) odchodzili od tomizmu chcąc głosić „czyste” nauki św. Alberta – rozwijali jednak głównie jego wątki neoplatońskie. Filozofię tę nazywamy albertyzmem.

## Pisma

De animalibus

Opublikowano dwa wydania zbiorowe pism św. Alberta (Opera Omnia): pierwsze w Lyonie w 1651, w 21 tomach in folio, przez o. Petera Jammy'ego, O.P. Drugie w Paryżu (Louis Vivès), 1890-99, w 38 tomach in quarto, pod redakcją Auguste'a Borgneta.
Pisma Alberta zgromadzone w wydaniu zbiorowym z 1899 składające się z 38 tomów ukazują jego wielką pracowitość i dosłownie encyklopedyczną wiedzę, obejmującą m.in. logikę, teologię, botanikę, geografię, astronomię, mineralogię, chemię, zoologię, fizjologię, fizjologię i frenologię. Był najszerzej znanym autorem swoich czasów. W zgodzie z nauczaniem Kościoła zebrał i usystematyzował całość pism Arystotelesa w łacińskich przekładach i komentarzach arabskich. Był tak przywiązany do Arystotelesa, że nazywano go nawet „małpą Arystotelesa”.
Działalność św. Alberta ma jednak charakter bardziej filozoficzny niż teologiczny. Poświęcone są przede wszystkim arystotelejskiemu schematowi podziału nauk i zawierają interpretacje i rozważania nad dziełami Arystotelesa, z dodatkowymi rozważaniami wobec zagadnień filozoficznych szczególnie aktualnych w czasach św. Alberta i pewnymi zmianami wobec opinii Filozofa.
Wydanie zbiorowe obejmuje następujące pisma:
- Logiczne: siedem traktatów (1, 2).
- Fizyczne: Liber Physicorum (3); De Coelo et Mundo, De Generatione et Corruptione, Liber Meteororum (4); Liber Mineralium (5); De Natura locorum, De passionibus aeris (9).
- Biologiczne: De vegetabilibus et plantis (10); De animalibus (11-12); De motibus animalium, De nutrimento et nutribili, De aetate, De morte et vita, De spiritu et respiratione (9).
- Psychologiczne: De Anima (5); De sensu et sensato, De Memoria, et reminiscentia, De somno et vigilia, De natura et origine animae, De intellectu et intelligibili, De unitate intellectus (9). Powyższe tematy, z wyjątkiem logiki, są omówione łącznie w Philosophia pauperum (5).
- Moralne i polityczne: Liber Ethicorum (7); Liber Politocorum (8).
- Metafizyczne: Liber Metaphysicorum (6); Liber de causis et processu universitatis a causa prima (10).
- Teologiczne: Komentarz do pism Dionizego Areopagity (14); Komentarz do Sentencji Piotra Lombarda (25-30); Summa Theologiae (31-33); Summa de creaturis (34-35); De sacramento Eucharistiae (38); Super evangelium missus est (37).
- Egzegetyczne: Komentarze do Psalmów i Proroków (15-19); Komentarze do Ewangelii (20-24); O Apokalipsie (38).
- Mowy: (13).
- Pisma wątpliwej autentyczności: De apprehensione (5); Speculum astronomicum (5); De alchimia (38); Scriptum super arborem Aristotelis (38); Paradisus animae (37); Liber de Adhaerendo Deo (37); De Laudibus B. Virginis (36); Biblia Mariana (37).
- Quindecim problemata contra Averroistas wydał Mandonnet w dziele „Siger de Brabant” (Freiburg, 1899).

Największe znaczenie mają komentarze do Sentencji Piotra Lombarda i do „Sumy Teologicznej”, stanowiące ich powtórzenie w bardziej dydaktycznej formie.
Od 1951 wychodzi przygotowywane przez Instytut Alberta Wielkiego w Kolonii edycja krytyczna dzieł św. Alberta (Editio Coloniensis), planowana na 40 tomów (Sancti Doctoris Ecclesiae Alberti Magni, Ordinis Fratrum Praedicatorum, Opera omnia, ad fidem codicum manuscriptorum edenda, apparatu critico, notis prolegomenis, indicibus instruenda curavit Institutum Alberti Magni Coloniense Bernhardo Geyer praeside (ab 1978 Wilhelmo Kübel praeside)) – Dotychczas ukazało się 13 tomów, w tym 9 dwuczęściowych.

### Polskie przekłady
- O piętnastu problemach teologiczno-filozoficznych (De quindecim problematibus). Adam Rosłan (przekł. i oprac.). Kraków: Wydawnictwo WAM, 2009, seria: Źródła Myśli Filozoficznej. ISBN 978-83-7505-127-8. Brak numerów stron w książce

## Wspomnienie
W Kościele katolickim wspominany jest w dzienną rocznicę śmierci.

## Ikonografia
W ikonografii przedstawiany jest w habicie dominikańskim lub stroju biskupim. Jego atrybuty to gałązki palmowa lub oliwna mające przypominać, że był przeciwnikiem wojen i pojedynków a orędownikiem zgody i pokoju, który godził zwaśnionych. Globus nawiązujący do zainteresowania nauką. Infuła leżąca u stóp symbolizuje fakt porzucenia funkcji i godności przynależących biskupowi na rzecz nauki i działalności dydaktycznej. Krzyż symbol jego głębokiej wiary, lilia symbolizuje czystość i niewinność, a także wizerunek Niepokalanej, która ukazała mu się obiecując zdolność do uprawiania filozofii, oraz księga lub zwój i ptasie pióro nawiązujące do działalności na polu naukowym.